# Ptychoptera surcoufi
Ptychoptera surcoufi is een muggensoort uit de familie van de glansmuggen (Ptychopteridae). De wetenschappelijke naam van de soort werd voor het eerst geldig gepubliceerd in 1925 door Seguy als Paraptychoptera surcoufi.